# 望月明美
望月 明美（もちづき あけみ、1965年3月8日 - ）は、銀座の高級クラブ『ル・ジャルダン』の経営者、随筆家、小説家である。

## 経歴
20歳のとき、フロム・エーで探し『ジャンティユー』に入店。
その後『花の園』『ジャンヌ・ダルク』『ヴェルサイユ』と大きなクラブを3軒経験し、31歳の時に『ル・ジャルダン』を購入する。
現在は経営者として人材育成に努め、講演活動や執筆も手がけている。
星座は魚座、血液型はO型、趣味は本を読むこと。娘がいる。

## 著書
- 愛されるために - 愛されるための39のエッセンス（1998年12月、フォーシーズンズプレス）ISBN 4938996057、ISBN 978-4938996055
- 可憐に、そしてしたたかに - 銀座のママが教える魅せる女の十二章（2002年7月、アース出版局）ISBN 4872701437、ISBN 978-4872701432
- 銀座ママはお見通し 愛され美人といい男の秘密（2005年9月17日、ゴマブックス）ISBN 477710222X、ISBN 978-4777102228
- “本命（カレ）”をトリコにする方法―銀座ママがそっと教える（2006年11月、大和出版）ISBN 4804703608、ISBN 978-4804703602
- 銀座ママの夜のお悩み相談室（2007年5月、ゴマブックス）ISBN 4777106462、ISBN 978-4777106462
- 銀座ママがそっと教える「空気が読める人」の会話術―一流の男はここが違う！（2008年6月、大和出版）ISBN 4804717218、ISBN 978-4804717210
- ル・ジャルダンへようこそ（2016年8月30日、新潮社 図書編集室）ISBN 978-4-10-910074-8
- ル・ジャルダンへようこそ 2（2018年8月25日、新潮社 図書編集室）ISBN 978-4-10-910124-0
- ル・ジャルダンへようこそ 3（2023年8月30日、新潮社 図書編集室）ISBN 978-4-10-910260-5